# Sitorang I
Sitorang I is een bestuurslaag in het regentschap Toba Samosir van de provincie Noord-Sumatra, Indonesië. Sitorang I telt 667 inwoners (volkstelling 2010).